# 陶湘
陶湘（1871年—1940年），字兰泉，号涉园，江苏武进人。近代實業家、古籍收藏家、版本目录学家，以刊印古籍聞名。

## 生平
陶青之後，祖父陶世绵，父陶恩泽。同冶十年（1871年）出生，光绪十七年（1891年），娶同里恽氏为妻，與盛宣怀友好。清末曾任候補道员。辛亥革命後迁居天津。袁世凯执政时，曾任江苏沙田局总办。历任上海、天津、山东等地纱厂经理。又曾擔任交通银行北京分行经理。
1906年主持建成了郑州黄河铁路大桥。历任京汉铁路北路养路处、机器处总办。
应国立故宫图书馆馆长傅增湘之聘，于1929年擔任故宫博物院专门委员。好讀書，藏書三十萬卷，多明本及清代精刻本，例如《儒学警悟》的明钞本，名藏书处为“百川书屋”、“涉园”、“百嘉室”、“喜咏轩”等。编辑和刊刻目录之书有《武进涉园陶氏鉴藏明版书目》、《涉园所藏宋版书影》、《故宫殿本书库现存目》等。以刊印古籍聞名，校勘、刻印古籍约250种，出版有《百川学海》、《喜咏轩丛书》、《陶氏书目丛刊》、《涉园所见宋版书影》等古籍再版叢書。“缘其纸洁如玉，墨凝如漆，怡目悦心，为有清一代所擅美”。晚年寓居上海，處境不佳，不得不出售藏書以维持生计。1940年卒。
1925年出版“陶本”宋李誡《营造法式》三十六卷本（天津：武进陶氏刊印，1925），参校者有傅增湘、罗振玉、古建筑学家阚铎、弟陶洙（中国营造学社成员，畫家、近代藏書家、紅學家）等。1929年与朱启钤、孟锡珏一同倡议成立了“营造学社”，一年后于1930年得到“庚款基金”，正式定名为“中国营造学社”。